# 安金槐
安金槐（1921年—2001年7月5日），男，河南登封人，中国考古学家，被誉为“河南考古第一人”。
1948年毕业于河南大学历史系。1950年调到河南省文物考古部门工作。1952年参加了全国第一届考古工作人员训练班。1970年至1980年期间，曾主持发掘了王城岗遗址。曾任河南省考古研究所所长，中国考古学会常务理事，第六、七届全国政协委员。
1996年，被国家科委聘为“夏商周断代工程”专家组成员，担任商前期年代学研究课题组组长。2001年7月5日在郑州逝世，享年81岁。